# Smith County (Texas)
Das Smith County ist ein County im Bundesstaat Texas der Vereinigten Staaten. Das U.S. Census Bureau hat bei der Volkszählung 2020 eine Einwohnerzahl von 233.479 ermittelt. Der Verwaltungssitz (County Seat) ist Tyler. Das County gehört zu den Dry Countys, was bedeutet, dass der Verkauf von Alkohol eingeschränkt oder verboten ist.

## Geographie
Das County liegt im Nordosten von Texas, im Osten etwa 60 km vor Louisiana, im Nordosten etwa 70 km vor Arkansas und hat eine Fläche von 2459 Quadratkilometern, wovon 55 Quadratkilometer Wasserfläche sind. Es grenzt im Uhrzeigersinn an folgende Countys: Wood County, Upshur County, Gregg County, Rusk County, Cherokee County, Henderson County und Van Zandt County.
Das County wird vom Office of Management and Budget zu statistischen Zwecken als Tyler, TX Metropolitan Statistical Area geführt.

## Geschichte
Ursprünglich wurde die Region von den Caddo bewohnt. Als erster Europäer erreichte 1765 der spanische Missionar José Francisco Calahorra y Saenz die Gegend. Smith County wurde im Juli 1846 aus Teilen des Nacogdoches County gebildet. Als Verwaltungssitz wurde Tyler festgelegt, das bis heute diese Funktion hat. Benannt wurde das County nach James Smith (1792–1854), einem Pflanzer, Politiker und General während der texanischen Revolution. Smith war von Februar 1846 bis Dezember 1847 Abgeordneter im Repräsentantenhaus von Texas.

## Demografische Daten

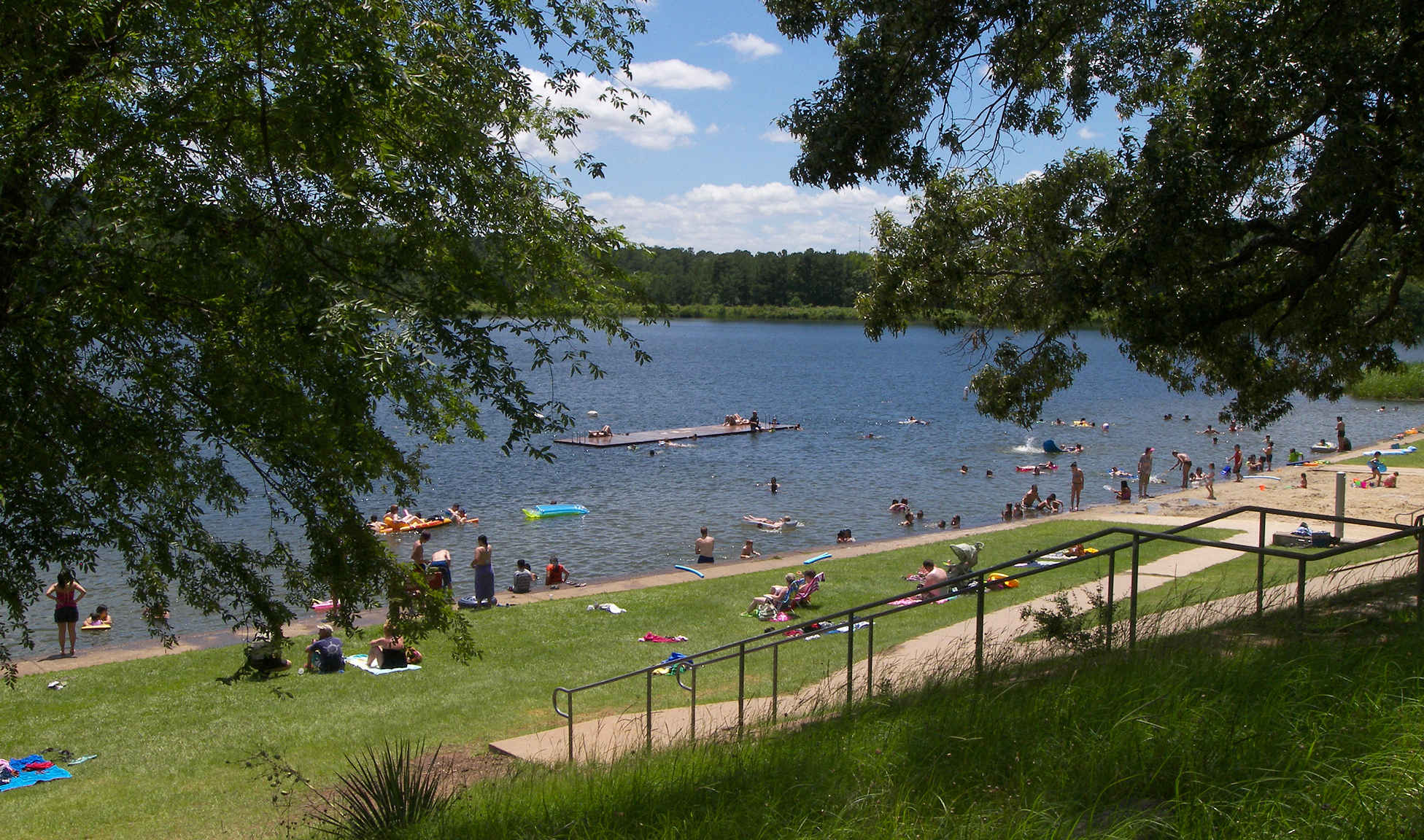
Der Tyler State Park

Nach der Volkszählung im Jahr 2000 lebten im Smith County 174.706 Menschen in 65.692 Haushalten und 46.904 Familien. Die Bevölkerungsdichte betrug 73 Einwohner pro Quadratkilometer. Ethnisch betrachtet setzte sich die Bevölkerung zusammen aus 72,61 Prozent Weißen, 19,06 Prozent Afroamerikanern, 0,43 Prozent amerikanischen Ureinwohnern, 0,70 Prozent Asiaten, 0,03 Prozent Bewohnern aus dem pazifischen Inselraum und 5,74 Prozent aus anderen ethnischen Gruppen; 1,44 Prozent stammten von zwei oder mehr Ethnien ab. 11,17 Prozent der Einwohner waren spanischer oder lateinamerikanischer Abstammung.
Von den 65.692 Haushalten hatten 33,1 Prozent Kinder oder Jugendliche, die mit ihnen zusammen lebten. 55,5 Prozent waren verheiratete, zusammenlebende Paare 12,3 Prozent waren allein erziehende Mütter und 28,6 Prozent waren keine Familien. 24,7 Prozent waren Singlehaushalte und in 9,8 Prozent lebten Menschen im Alter von 65 Jahren oder darüber. Die durchschnittliche Haushaltsgröße betrug 2,59 und die durchschnittliche Familiengröße betrug 3,10 Personen.
26,6 Prozent der Bevölkerung war unter 18 Jahre alt, 9,8 Prozent zwischen 18 und 24, 27,4 Prozent zwischen 25 und 44, 22,1 Prozent zwischen 45 und 64 und 14,1 Prozent waren 65 Jahre alt oder älter. Das Durchschnittsalter betrug 36 Jahre. Auf 100 weibliche Personen kamen 92,1 männliche Personen und auf 100 Frauen im Alter von 18 Jahren oder darüber kamen 87,9 Männer.

Das jährliche Durchschnittseinkommen eines Haushalts betrug 37.148 USD, das Durchschnittseinkommen einer Familie betrug 44.534 USD. Männer hatten ein Durchschnittseinkommen von 32.451 USD, Frauen 22.351 USD. Das Prokopfeinkommen betrug 19.072 USD. 10,2 Prozent der Familien und 13,8 Prozent der Einwohner lebten unterhalb der Armutsgrenze.

## Städte und Gemeinden
- Arp
- Bascom
- Bullard
- Chapel Hill
- Dogwood City
- Emerald Bay
- Flint
- Garden Valley
- Griffin
- Henrys Chapel
- Hide A Way Lake
- Lindale
- Mixon
- Mount Selman
- Noonday
- Old Larissa
- Omen
- Sinclair City
- Starrville
- Swan
- Teaselville
- Thedford
- Troup
- Tyler
- Walnut Grove
- Waters Bluff
- Whitehouse
- Winona
- Wood Springs

## Kultur und Sehenswürdigkeiten

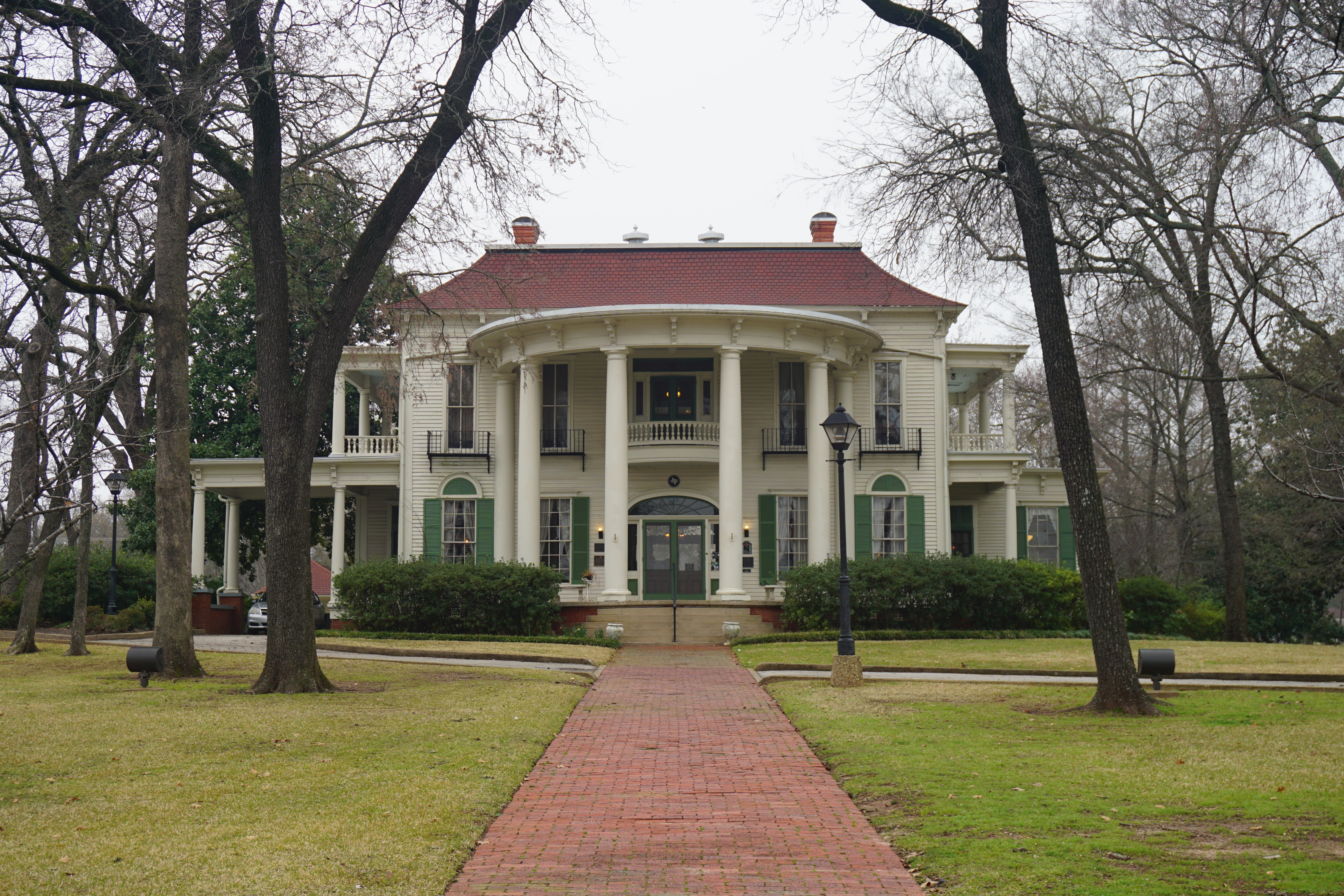
Goodman-LeGrand House (2019). Diese im Stile des Neoklassizismus errichtete Residenz ist seit November 1976 im NRHP eingetragen.

Sechs historische Bezirke (Historic District) und 27 Bauwerke des Countys sind im National Register of Historic Places („Nationales Verzeichnis historischer Orte“; NRHP) eingetragen (Stand 14. Dezember 2021), darunter die Tyler City Hall, das Goodman-LeGrand House und der Charnwood Residential Historic District.